# میکولای بولتوچ
میکولای بولتوچ (لهستانی: Mikołaj Bołtuć; ۲۱ دسامبر ۱۸۹۳ – ۲۲ سپتامبر ۱۹۳۹) یک سرلشکر ارتش لهستان در جنگ جهانی دوم بود.

## زندگی‌نامه
بولتوچ سال ۱۸۹۳ در سن پترزبورگ متولد گشت. پدر او یک ژنرال لهستانی‌تبار ارتش روسیه بود. خود او نیز به مدارس نظامی روسیه رفت و با آغاز جنگ جهانی اول در ارتش روسیه خدمت نمود. او در جنگ داخلی فنلاند شرکت داشت و پس از انقلاب اکتبر و آغاز جنگ داخلی روسیه به نیروهای طرفدار سلطنت پیوست. در هنگام تخلیه اودسا او جز نفراتی بود که با آخرین کشتی روسیه را ترک گفتند.
بولتوچ به کشور تازه تأسیس لهستان رفت و در جنگ لهستان-شوروی حضور داشت. در این جنگ او با درجه سروانی دفاع از زاموشچ را فرماندهی نمود و مقر دولت دست نشانده بلشویک‌ها در ویشکوف را تصرف کرد.
با پایان جنگ بولتوچ به خدمت در ارتش ادامه داد اما سال‌ها به دلیل داشتن نگرش‌های ضد دینی و انتقاد از نحوه هزینه‌کرد نظامی لهستان ارتقا درجه‌اش به تعویق افتاد. بولتوچ به داشتن مهارت‌های تصمیم‌گیری و رهبری معروف بود.
در جنگ جهانی دوم بولتوچ فرماندهی یگان‌هایی از سپاه پومورزه را به عهده داشت و نیروهای تحت امر او تنها واحدهایی از ارتش لهستان بودند که برای مدت دو روز وارد خاک آلمان گشتند. (در ناحیه پروس خاوری) با افزایش فشار نیروهای آلمانی و عقب‌نشینی واحدهای پیرامونی، نیروهای بولتوچ در خطر محاصره قرار گرفتند و او به دژ مودلین عقب نشست. دژ مودلین تنها توانایی پذیرش افسران را داشت و جایی برای سربازان نبود، از همین رو بولتوچ نیروهای تحت امر خویش را مرخص نمود اما بسیاری از این امر تخطی کردند و همراه او باقی ماندند. بولتوچ که قصد ادامه جنگ را داشت سربازان داوطلب را تشویق نمود تا همراه با او سعی نموده به صورت پنهانی از خطوط نیروهای آلمانی گذر کرده و وارد شهر محاصره شده ورشو بشوند.
سرلشکر بولتوچ در سحرگاه ۲۲ سپتامبر ۱۹۳۹ و هنگامی که شخصاً فرماندهی حمله را در نبرد اومیانکی به عهده داشت با شلیک تک‌تیرانداز آلمانی کشته شد. بر اساس اسناد خانوادگی او پیش از اعزام به جبهه گفته بود: «این جنگی نیست که در آن پیروز شویم و من هم سربازی نیستم که تسلیم شوم.»